# WFV-Pokal 1992/93
Der WFV-Pokal 1992/93 war die 41. Austragung des Pokalwettbewerbs der Männer im württembergischen Amateurfußball. Titelverteidiger war der SSV Ulm 1846. Im Finale am 2. Juni 1993 setzte sich der im Ditzinger Stadion an der Lehmgrube heimische Oberligist TSF Ditzingen  mit 3:2 gegen den Verbandsligisten SV Böblingen durch und wurde erstmals in der Vereinsgeschichte Landespokalsieger.

## Hintergrund
Erstmals standen die TSF Ditzingen, die 1991 erstmals in die drittklassige Oberliga Baden-Württemberg aufgestiegen waren, im WFV-Pokal-Finale. In der kurz vor dem Finale beendeten Oberliga-Spielzeit 1992/93 hatte der Klub den sechsten Tabellenrang belegt, 13 Punkte hinter dem im Halbfinale gescheiterten Oberligameister SSV Ulm 1846. Dieser war gegen die SV Böblingen ausgeschieden, die damit ebenso erstmals das Endspiel um den Landespokal erreichen konnte. 1991 war die Mannschaft parallel zu den Ditzingern aufgestiegen, jedoch eine Klasse tiefer in die Verbandsliga Württemberg. Hier war in der Spielzeit 1992/93 ebenso der sechste Platz erreicht worden, die beiden Oberliga-Aufsteiger GSV Maichingen und VfR Aalen hatten sieben respektive vier Punkte Vorsprung.
Die beiden Pokalfinalisten qualifizierten sich analog zur Regelung des Vorjahres − der Pokalsieger SSV Ulm 1846 war jedoch damals bereits als Gruppenzweiter der Deutsche Amateurmeisterschaft teilnahmeberechtigt gewesen, so dass der Halbfinalgegner VfR Heilbronn nachrückte − für den DFB-Pokal 1993/94. Die Ditzinger erhielten ein Freilos für die erste Runde, in der zweiten Runde setzte sich Zweitligist Hansa Rostock mit einem 2:0-Auswärtserfolg im Stadion an der Lehmgrube durch und erreichte später das gegen den SC Freiburg verloren gegangene Achtelfinale. Die SV Böblingen empfing in der ersten Runde den Bundesligisten MSV Duisburg, der sich mit einem 5:0-Erfolg im SVB-Stadion durchsetzte und ebenso im Achtelfinale gegen den späteren Pokalfinalisten Rot-Weiss Essen ausschied.

## Achtelfinale
| Datum             |                   | Ergebnis        |                   |
| ----------------- | ----------------- | --------------- | ----------------- |
| 19. Dezember 1992 | SpVgg Au/Iller    | 1:1 (4:5 i. E.) | TSV Dagersheim    |
| 19. Dezember 1992 | VfR Aalen         | 1:1 (5:3 i. E.) | VfL Herrenberg    |
| 19. Dezember 1992 | SSV Ulm 1846      | 3:0             | SpVgg Renningen   |
| 19. Dezember 1992 | SC Korb           | 1:0             | FV Biberach       |
| 19. Dezember 1992 | TSF Ditzingen     | 5:3             | Viktoria Backnang |
| 19. Dezember 1992 | SSV Reutlingen 05 | 1:2             | SV Böblingen      |
| 19. Dezember 1992 | TSV Eltingen      | 0:4             | FC Eislingen      |
| 13. Februar 1993  | GSV Maichingen    | 1:1 (4:5 i. E.) | SC Geislingen     |

## Viertelfinale
| Datum            |                   | Ergebnis  |                     |
| ---------------- | ----------------- | --------- | ------------------- |
| 20. Februar 1993 | TSF Ditzingen(OL) | 2:0       | TSV Dagersheim (LL) |
| 20. Februar 1993 | SV Böblingen (VL) | 2:1       | SC Geislingen (OL)  |
| 20. Februar 1993 | SSV Ulm 1846 (OL) | 2:0       | FC Eislingen (LL)   |
| 12. April 1993   | VfR Aalen (VL)    | 2:1 n. V. | SC Korb (LL)        |

## Semifinale
| Datum          |                    | Ergebnis |                   |
| -------------- | ------------------ | -------- | ----------------- |
| 12. April 1993 | SV Böblingen (VL)  | 2:1      | SSV Ulm 1846 (OL) |
| 4. Mai 1993    | TSF Ditzingen (OL) | 1:0      | VfR Aalen (VL)    |

## Endspiel
| TSF Ditzingen                                        | TSF Ditzingen | SV Böblingen | SV Böblingen |
| ---------------------------------------------------- | --- | --- | ------------ |
| TSF Ditzingen                                        | \| 2. Juni 1993 in Ditzingen (Stadion an der Lehmgrube) \| \| Ergebnis: 3:2 (0:0) \| \| Zuschauer: 1000 \| \| Schiedsrichter: Edgar Reichel (Neckarsulm) \|                                                | \| 2. Juni 1993 in Ditzingen (Stadion an der Lehmgrube) \| \| Ergebnis: 3:2 (0:0) \| \| Zuschauer: 1000 \| \| Schiedsrichter: Edgar Reichel (Neckarsulm) \|                           | SV Böblingen |
| TSF Ditzingen                                        | Frank Hartmann − Marko Mutapčić, Oliver Straube, Joachim Cast (56. Stefan Kleyer), Andreas Broß, Markus Uhl, Rainer Widmayer (77. Gianni Coveli), Franco Maoro, Kahraman Erdin, Ralf Becker, Jürgen Wagner | Jürgen Thomma − Paulus, Clemens Creutz, Frank Sieber, Franz Wiest (39. Riegel), Thomas Raab (64. Prijovic), Klaus Breidinger, Stickel, Irsen Latifovic, Denis Tuksar, Egbert Schwartz | SV Böblingen |
| TSF Ditzingen                                        | 1:0 Erdin (53.) 2:1 Wagner (82.) 3:1 Erdin (88.) | 1:1 Schwartz (76.) 3:2 Latifovic (89.) | SV Böblingen |
| 2. Juni 1993 in Ditzingen (Stadion an der Lehmgrube) | | |              |
| Ergebnis: 3:2 (0:0)                                  | | |              |
| Zuschauer: 1000                                      | | |              |
| Schiedsrichter: Edgar Reichel (Neckarsulm)           | | |              |

## Weblink
- wuerttfv.de

Pokalwettbewerb für alle vom WFV organisierten Mannschaften (1946–1950)
1945/46 |
1946/47 |
1947/48 |
1948/49 |
1949/50
Amateurpokal (seit 1950)
1950/51 |
– |
– |
1953/54 |
1954/55 |
1955/56 |
1956/57 |
1957/58 |
1958/59 |
1959/60 |
1960/61 |
1961/62 |
1962/63 |
1963/64 |
1964/65 |
1965/66 |
1966/67 |
1967/68 |
1968/69 |
1969/70 |
1970/71 |
1970/71 |
1971/72 |
1972/73 |
1973/74 |
1974/75 |
1975/76 |
1976/77 |
1977/78 |
1978/79 |
1979/80 |
1980/81 |
1981/82 |
1982/83 |
1983/84 |
1984/85 |
1985/86 |
1986/87 |
1987/88 |
1988/89 |
1989/90 |
1990/91 |
1991/92 |
1992/93 |
1993/94 |
1994/95 |
1995/96 |
1996/97 |
1997/98 |
1998/99 |
1999/2000 |
2000/01 |
2001/02 |
2002/03 |
2003/04 |
2004/05 |
2005/06 |
2006/07 |
2007/08 |
2008/09 |
2009/10 |
2010/11 |
2011/12 |
2012/13 |
2013/14 |
2014/15 |
2015/16 |
2016/17 |
2017/18 |
2018/19 |
2019/20 |
2020/21 |
2021/22 |
2022/23 |
2023/24 |
2024/25 |
2025/26